# Любимівська сільська рада (Нововоронцовський район)
Люби́мівська сільська́ ра́да — адміністративно-територіальна одиниця та орган місцевого самоврядування в Нововоронцовському районі Херсонської області. Адміністративний центр — село Любимівка.

## Загальні відомості
Любимівська сільська рада утворена в 1976 році.
- Територія ради: 199 км²
- Населення ради: 1 695 осіб (станом на 2001 рік)

## Історія
Іванівська — 1921 року, Миролюбівська — 1964 року, Любимівська — 1976 року.

## Населення
Згідно з переписом УРСР 1989 року чисельність наявного населення села становила 1789 осіб, з яких 853 чоловіки та 936 жінок.
За переписом населення України 2001 року в селі мешкали 1682 особи.

### Мова
Розподіл населення за рідною мовою за даними перепису 2001 року:
| Мова       | Відсоток |
| ---------- | -------- |
| українська | 96,46 %  |
| російська  | 2,54 %   |
| вірменська | 0,47 %   |
| молдовська | 0,29 %   |
| білоруська | 0,12 %   |

## Населені пункти
Сільській раді підпорядковані населені пункти:
- с. Любимівка

## Склад ради
Рада складалася з 16 депутатів та голови.
- Голова ради: Беззубко Микола Дмитрович
- Секретар ради: Алієва Світлана Георгіївна

### Керівний склад попередніх скликань
| Прізвище, ім'я, по батькові | Основні відомості                                                                                  | Дата обрання | Дата звільнення |
| --------------------------- | -------------------------------------------------------------------------------------------------- | ------------ | --------------- |
| Киян Андрій Іванович        | Сільський голова, 1950 року народження, безпартійний                                               | 26.03.2006   | 31.10.2010      |
| Беззубко Микола Дмитрович   | Сільський голова, 1961 року народження, освіта вища, член Всеукраїнського об'єднання «Батьківщина» | 31.10.2010   |                 |

Примітка: таблиця складена за даними сайту Верховної Ради України

### Депутати
За результатами місцевих виборів 2010 року депутатами ради стали:

#### За суб'єктами висування
| Суб'єкт висування                                       | Кількість обраних депутатів | %    |
| ------------------------------------------------------- | --------------------------- | ---- |
| Партія регіонів                                         | 10                          | 62,5 |
| Політична партія Всеукраїнське об'єднання «Батьківщина» | 4                           | 25   |
| Народна партія                                          | 1                           | 6,3  |
| Самовисування                                           | 1                           | 6,3  |

#### За округами
| № округу                                                | Прізвище, ім'я, по батькові    | Дата визнання обраним | Освіта  | Партійна приналежність                        | Відомості про обраного депутата                        |
| ------------------------------------------------------- | ------------------------------ | --------------------- | ------- | --------------------------------------------- | ------------------------------------------------------ |
| Народна Партія                                          |                                |                       |         |                                               |                                                        |
| 11                                                      | Алієва Світлана Георгіївна     | 04.11.2010            | середня | член Народної партії                          | Любимівська сільська рада, секретар                    |
| Партія регіонів                                         |                                |                       |         |                                               |                                                        |
| 3                                                       | Ніколайчук Світлана Миколаївна | 04.11.2010            | середня | член Партії регіонів                          | Любимівська загальноосвітня школа, бібліотекар         |
| 4                                                       | Амелін Іван Федорович          | 04.11.2010            | вища    | член Партії регіонів                          | ДГ «Піонер», головний зоотехнік                        |
| 5                                                       | Амелін Леонід Федорович        | 04.11.2010            | вища    | член Партії регіонів                          | приватний підприємець                                  |
| 7                                                       | Овчаренко В'ячеслав Васильович | 04.11.2010            | середня | член Партії регіонів                          | тимчасово не працює                                    |
| 9                                                       | Громакова Любов Іванівна       | 04.11.2010            | вища    | член Партії регіонів                          | Любимівська загальноосвітня школа, вчитель             |
| 10                                                      | Чернієнко Віктор Дмитрович     | 04.11.2010            | середня | член Партії регіонів                          | пенсіонер                                              |
| 13                                                      | Іванець Олександр Васильович   | 04.11.2010            | середня | член Партії регіонів                          | тимчасово не працює                                    |
| 14                                                      | Ткаченко Віктор Григорович     | 04.11.2010            | вища    | член Партії регіонів                          | Любимівська загальноосвітня школа, вчитель             |
| 15                                                      | Перегінець Василь Миколайович  | 04.11.2010            | середня | член Партії регіонів                          | СТОВ «Птахівник», інженер-механік                      |
| 16                                                      | Андрушків Іван Миколайович     | 04.11.2010            | середня | член Партії регіонів                          | тимчасово не працює                                    |
| Політична партія Всеукраїнське об'єднання «Батьківщина» |                                |                       |         |                                               |                                                        |
| 1                                                       | Єрмак Юрій Станіславович       | 04.11.2010            | вища    | член Всеукраїнського об'єднання «Батьківщина» | тимчасово не працює                                    |
| 2                                                       | Тимчук Марія Остапівна         | 04.11.2010            | середня | член Всеукраїнського об'єднання «Батьківщина» | тимчасово не працює                                    |
| 8                                                       | Склема Руслан Васильович       | 04.11.2010            | середня | член Всеукраїнського об'єднання «Батьківщина» | СТОВ «Птахівник», токар                                |
| 12                                                      | Крупка Світлана Миколаївна     | 04.11.2010            | середня | член Всеукраїнського об'єднання «Батьківщина» | Любимівська сільська амбулаторія, дільнична медсестра  |
| Самовисування                                           |                                |                       |         |                                               |                                                        |
| 6                                                       | Карпенко Жанна Михайлівна      | 04.11.2010            | середня | позапартійна                                  | Любимівська сільська рада, інспектор паспортного столу |